# European Championships 2022/Teilnehmer (Bulgarien)
| Gelbes Symbol für Goldmedaillen mit stilisierten Olympischen Ringen | Graues Symbol für Silbermedaillen mit stilisierten Olympischen Ringen | Braundes Symbol für Bronzemedaillen mit stilisierten Olympischen Ringen |
| ------------------------------------------------------------------- | --------------------------------------------------------------------- | ----------------------------------------------------------------------- |
| —                                                                   | —                                                                     | 1                                                                       |

Bulgarien mit 30 Athleten (18 Männer, 12 Frauen) an den European Championships 2022 in München teil.

## Medaillen

### Medaillenspiegel
| Rang   | Sportart | Gold | Silber | Bronze | Gesamt |
| ------ | -------- | ---- | ------ | ------ | ------ |
| 1      | Rudern   | –    | –      | 1      | 1      |
| Gesamt | Gesamt   | 0    | 0      | 1      | 1      |

### Medaillengewinner
| Name/n             | Sportart | Wettkampf |
| ------------------ | -------- | --------- |
| Bronze             |          |           |
| Kristijan Wassilew | Rudern   | Einer     |

## Teilnehmer nach Sportarten

### Kanurennsport
| Athleten                           | Wettbewerb | Vorlauf      | Vorlauf | Vorlauf       | Halbfinale   | Halbfinale | Halbfinale    | Finale        | Finale        | Rang |
| Athleten                           | Wettbewerb | Zeit         | Rang    | Qualifikation | Zeit         | Rang       | Qualifikation | Zeit          | Rang          | Rang |
| ---------------------------------- | ---------- | ------------ | ------- | ------------- | ------------ | ---------- | ------------- | ------------- | ------------- | ---- |
| Frauen                             |            |              |         |               |              |            |               |               |               |      |
| Olimpija Duschewa                  | K-1 200 m  | 43,215 s     | 5       | Halbfinale    | 43,242 s     | 4          | –             | ausgeschieden | ausgeschieden | 10   |
| Aleksandra Mihalashvili            | K-1 500 m  | 2:00,546 min | 6       | Halbfinale    | 1:58,408 min | 9          | –             | ausgeschieden | ausgeschieden | 20   |
| Aleksandra Mihalashvili            | K-1 1000 m | 4:05,518 min | 4       | Halbfinale    | 4:10,615 min | 1          | Finale        | 4:07,307 min  | 6             | 6    |
| Aleksandra Mihalashvili            | K-1 5000 m | —            | —       | —             | —            | —          | —             | KO            | KO            | 10   |
| Männer                             |            |              |         |               |              |            |               |               |               |      |
| Miroslaw Kirtschew                 | K-1 1000 m | 3:37,626 min | 4       | Halbfinale    | 3:43,595 min | 8          | –             | ausgeschieden | ausgeschieden | 19   |
| Miroslaw Kirtschew Swilen Jordanow | K-2 500 m  | 1:38,750 min | 7       | Halbfinale    | 1:33,535 min | 8          | B-Finale      | 1:37,180 min  | 9             | 18   |

### Leichtathletik
Laufen und Gehen
| Athleten          | Wettbewerb | Vorlauf | Vorlauf | Halbfinale | Halbfinale | Finale    | Finale | Rang |
| Athleten          | Wettbewerb | Zeit    | Rang    | Zeit       | Rang       | Zeit      | Rang   | Rang |
| ----------------- | ---------- | ------- | ------- | ---------- | ---------- | --------- | ------ | ---- |
| Frauen            |            |         |         |            |            |           |        |      |
| Miliza Mirtschewa | Marathon   | —       | —       | —          | —          | DNF       | DNF    | DNF  |
| Marinela Ninewa   | Marathon   | —       | —       | —          | —          | 2:45:40 h | 45     | 45   |

Springen und Werfen
| Athleten            | Wettbewerb | Qualifikation | Qualifikation | Finale        | Finale        | Rang |
| Athleten            | Wettbewerb | Weite/Höhe    | Rang          | Weite/Höhe    | Rang          | Rang |
| ------------------- | ---------- | ------------- | ------------- | ------------- | ------------- | ---- |
| Frauen              |            |               |               |               |               |      |
| Mirela Demirewa     | Hochsprung | 1,87 m        | 9             | 1,86 m        | 9             | 9    |
| Alexandra Natschewa | Dreisprung | 13,73 m       | 11            | 13,33 m       | 11            | 11   |
| Männer              |            |               |               |               |               |      |
| Tichomir Iwanow     | Hochsprung | 2,21 m        | 1             | 2,18 m        | 8             | 8    |
| Georgi Natschew     | Dreisprung | 16,04 m       | 13            | ausgeschieden | ausgeschieden | 13   |

### Radsport

#### Bahn
| Athleten       | Wettbewerb    | Qualifikation | Qualifikation | 1. Runde | 1. Runde | Hoffnungslauf | Hoffnungslauf | Halbfinale | Halbfinale | Finals      | Finals | Rang |
| Athleten       | Wettbewerb    | Zeit          | Rang          | Zeit     | Rang     | Zeit          | Rang          | Zeit       | Rang       | Zeit/Punkte | Rang   | Rang |
| -------------- | ------------- | ------------- | ------------- | -------- | -------- | ------------- | ------------- | ---------- | ---------- | ----------- | ------ | ---- |
| Männer         |               |               |               |          |          |               |               |            |            |             |        |      |
| Galin Dimitrow | 15 km Scratch | —             | —             | —        | —        | —             | —             | —          | —          | DNF         | DNF    | DNF  |

| Athleten       | Wettbewerb | Qualifikation Punktefahren | Qualifikation Punktefahren | Scratch       | Scratch       | Temporennen   | Temporennen   | Ausscheidungs- fahren | Ausscheidungs- fahren | Punkte- fahren | Punkte- fahren | Punkte        | Rang          |
| Athleten       | Wettbewerb | Punkte                     | Rang                       | Punkte        | Rang          | Punkte        | Rang          | Punkte                | Rang                  | Punkte         | Zieleinlauf    | Punkte        | Rang          |
| -------------- | ---------- | -------------------------- | -------------------------- | ------------- | ------------- | ------------- | ------------- | --------------------- | --------------------- | -------------- | -------------- | ------------- | ------------- |
| Männer         |            |                            |                            |               |               |               |               |                       |                       |                |                |               |               |
| Galin Dimitrow | Omnium     | –96                        | 9                          | ausgeschieden | ausgeschieden | ausgeschieden | ausgeschieden | ausgeschieden         | ausgeschieden         | ausgeschieden  | ausgeschieden  | ausgeschieden | ausgeschieden |

### Rudern
| Athleten            | Wettbewerb           | Vorlauf     | Vorlauf | Vorlauf        | Hoffnungslauf | Hoffnungslauf | Hoffnungslauf | Halbfinale  | Halbfinale | Halbfinale    | Finale      | Finale | Rang   |
| Athleten            | Wettbewerb           | Zeit        | Rang    | Qualifikation  | Zeit          | Rang          | Qualifikation | Zeit        | Rang       | Qualifikation | Zeit        | Rang   | Rang   |
| ------------------- | -------------------- | ----------- | ------- | -------------- | ------------- | ------------- | ------------- | ----------- | ---------- | ------------- | ----------- | ------ | ------ |
| Frauen              |                      |             |         |                |               |               |               |             |            |               |             |        |        |
| Dessislawa Angelowa | Einer                | 8:47,63 min | 2       | Halbfinale     | –             | –             | –             | 8:19,57 min | 4          | B-Finale      | 8:21,54 min | 1      | 7      |
| Männer              |                      |             |         |                |               |               |               |             |            |               |             |        |        |
| Kristijan Wassilew  | Einer                | 7:57,49 min | 2       | A/B-Halbfinale | —             | —             | —             | 7:17,22 min | 3          | A-Finale      | 7:16,37 min | 3      | Bronze |
| Lazar Penew         | Leichtgewichts-Einer | 7:58,30 min | 1       | Halbfinale     | –             | –             | –             | 7:24,16 min | 3          | A-Finale      | DNS         | DNS    | DNS    |

### Sportklettern
| Athleten          | Wettbewerb | Qualifikation | Qualifikation | Halbfinale    | Halbfinale    | Finale        | Finale        | Rang |
| Athleten          | Wettbewerb | Punkte        | Rang          | Punkte        | Rang          | Punkte        | Rang          | Rang |
| ----------------- | ---------- | ------------- | ------------- | ------------- | ------------- | ------------- | ------------- | ---- |
| Frauen            |            |               |               |               |               |               |               |      |
| Alexandra Totkowa | Bouldern   | 1T3z 4 8      | 35            | ausgeschieden | ausgeschieden | ausgeschieden | ausgeschieden | 36   |
| Alexandra Totkowa | Lead       | 8,15          | 8             | 26+           | 6             | 40+           | 5             | 5    |
| Männer            |            |               |               |               |               |               |               |      |
| Slaw Kirow        | Bouldern   | 1T2z 2 6      | 31            | ausgeschieden | ausgeschieden | ausgeschieden | ausgeschieden | 32   |
| Slaw Kirow        | Lead       | 36,99         | 39            | ausgeschieden | ausgeschieden | ausgeschieden | ausgeschieden | 39   |
| Matei Mizew       | Bouldern   | 0T1z 0 4      | 59            | ausgeschieden | ausgeschieden | ausgeschieden | ausgeschieden | 59   |
| Matei Mizew       | Lead       | 46,83         | 49            | ausgeschieden | ausgeschieden | ausgeschieden | ausgeschieden | 49   |
| Nikolaj Rusew     | Bouldern   | 0T2z 0 11     | 55            | ausgeschieden | ausgeschieden | ausgeschieden | ausgeschieden | 56   |
| Nikolaj Rusew     | Lead       | 39,95         | 41            | ausgeschieden | ausgeschieden | ausgeschieden | ausgeschieden | 41   |

### Tischtennis
| Athleten                            | Wettbewerb | Gruppenphase        | Gruppenphase | Vorrunde             | Vorrunde      | 1. Runde                            | 1. Runde      | 2. Runde                         | 2. Runde      | Achtelfinale  | Achtelfinale  | Viertelfinale | Viertelfinale | Halbfinale    | Halbfinale    | Finale        | Finale        | Rang          |
| Athleten                            | Wettbewerb | Gegner              | Erg.         | Gegner               | Erg.          | Gegner                              | Erg.          | Gegner                           | Erg.          | Gegner        | Erg.          | Gegner        | Erg.          | Gegner        | Erg.          | Gegner        | Erg.          | Rang          |
| ----------------------------------- | ---------- | ------------------- | ------------ | -------------------- | ------------- | ----------------------------------- | ------------- | -------------------------------- | ------------- | ------------- | ------------- | ------------- | ------------- | ------------- | ------------- | ------------- | ------------- | ------------- |
| Frauen                              |            |                     |              |                      |               |                                     |               |                                  |               |               |               |               |               |               |               |               |               |               |
| Kalina Christow                     | Einzel     | Solomija Bratejko   | 0:3          | ausgeschieden        | ausgeschieden | ausgeschieden                       | ausgeschieden | ausgeschieden                    | ausgeschieden | ausgeschieden | ausgeschieden | ausgeschieden | ausgeschieden | ausgeschieden | ausgeschieden | ausgeschieden | ausgeschieden | ausgeschieden |
| Kalina Christow                     | Einzel     | Inês Matos          | 1:3          | ausgeschieden        | ausgeschieden | ausgeschieden                       | ausgeschieden | ausgeschieden                    | ausgeschieden | ausgeschieden | ausgeschieden | ausgeschieden | ausgeschieden | ausgeschieden | ausgeschieden | ausgeschieden | ausgeschieden | ausgeschieden |
| Marija Jowkowa                      | Einzel     | Ivana Malobabić     | 0:3          | ausgeschieden        | ausgeschieden | ausgeschieden                       | ausgeschieden | ausgeschieden                    | ausgeschieden | ausgeschieden | ausgeschieden | ausgeschieden | ausgeschieden | ausgeschieden | ausgeschieden | ausgeschieden | ausgeschieden | ausgeschieden |
| Marija Jowkowa                      | Einzel     | Simay Kulakçeken    | 1:3          | ausgeschieden        | ausgeschieden | ausgeschieden                       | ausgeschieden | ausgeschieden                    | ausgeschieden | ausgeschieden | ausgeschieden | ausgeschieden | ausgeschieden | ausgeschieden | ausgeschieden | ausgeschieden | ausgeschieden | ausgeschieden |
| Polina Trifonowa                    | Einzel     | Sabina Musajeva     | 3:0          | Freilos              | Freilos       | Ni Xialian                          | 1:4           | ausgeschieden                    | ausgeschieden | ausgeschieden | ausgeschieden | ausgeschieden | ausgeschieden | ausgeschieden | ausgeschieden | ausgeschieden | ausgeschieden | 33            |
| Polina Trifonowa                    | Einzel     | Katarina Stražar    | 3:1          | Freilos              | Freilos       | Ni Xialian                          | 1:4           | ausgeschieden                    | ausgeschieden | ausgeschieden | ausgeschieden | ausgeschieden | ausgeschieden | ausgeschieden | ausgeschieden | ausgeschieden | ausgeschieden | 33            |
| Marija Jowkowa Polina Trifonowa     | Doppel     | —                   | —            | —                    | —             | Freilos                             | Freilos       | Harisa Mešetović Foteini Meletie | 3:0           | ausgeschieden | ausgeschieden | ausgeschieden | ausgeschieden | ausgeschieden | ausgeschieden | ausgeschieden | ausgeschieden | 17            |
| Marija Jowkowa Polina Trifonowa     | Doppel     | —                   | —            | —                    | —             | Freilos                             | Freilos       | Hana Matelová Barbora Balážová   | 0:3           | ausgeschieden | ausgeschieden | ausgeschieden | ausgeschieden | ausgeschieden | ausgeschieden | ausgeschieden | ausgeschieden | 17            |
| Kalina Christow Rikke Skåttet       | Doppel     | —                   | —            | —                    | —             | Freilos                             | Freilos       | María Xiao Adina Diaconu         | 1:3           | ausgeschieden | ausgeschieden | ausgeschieden | ausgeschieden | ausgeschieden | ausgeschieden | ausgeschieden | ausgeschieden | 33            |
| Männer                              |            |                     |              |                      |               |                                     |               |                                  |               |               |               |               |               |               |               |               |               |               |
| Teodor Aleksandrow                  | Einzel     | David Serdaroğlu    | 3:2          | Martin Buch Andersen | 1:3           | ausgeschieden                       | ausgeschieden | ausgeschieden                    | ausgeschieden | ausgeschieden | ausgeschieden | ausgeschieden | ausgeschieden | ausgeschieden | ausgeschieden | ausgeschieden | ausgeschieden | 65            |
| Teodor Aleksandrow                  | Einzel     | Fatih Karabaxhak    | 3:0          | Martin Buch Andersen | 1:3           | ausgeschieden                       | ausgeschieden | ausgeschieden                    | ausgeschieden | ausgeschieden | ausgeschieden | ausgeschieden | ausgeschieden | ausgeschieden | ausgeschieden | ausgeschieden | ausgeschieden | 65            |
| Teodor Aleksandrow                  | Einzel     | Jiří Martinko       | 3:0          | Martin Buch Andersen | 1:3           | ausgeschieden                       | ausgeschieden | ausgeschieden                    | ausgeschieden | ausgeschieden | ausgeschieden | ausgeschieden | ausgeschieden | ausgeschieden | ausgeschieden | ausgeschieden | ausgeschieden | 65            |
| Petjo Krastew                       | Einzel     | Pavel Širuček       | 0:3          | ausgeschieden        | ausgeschieden | ausgeschieden                       | ausgeschieden | ausgeschieden                    | ausgeschieden | ausgeschieden | ausgeschieden | ausgeschieden | ausgeschieden | ausgeschieden | ausgeschieden | ausgeschieden | ausgeschieden | ausgeschieden |
| Petjo Krastew                       | Einzel     | Alexander Smirnow   | 3:0          | ausgeschieden        | ausgeschieden | ausgeschieden                       | ausgeschieden | ausgeschieden                    | ausgeschieden | ausgeschieden | ausgeschieden | ausgeschieden | ausgeschieden | ausgeschieden | ausgeschieden | ausgeschieden | ausgeschieden | ausgeschieden |
| Petjo Krastew                       | Einzel     | Jaroslaw Schmudenko | 0:3          | ausgeschieden        | ausgeschieden | ausgeschieden                       | ausgeschieden | ausgeschieden                    | ausgeschieden | ausgeschieden | ausgeschieden | ausgeschieden | ausgeschieden | ausgeschieden | ausgeschieden | ausgeschieden | ausgeschieden | ausgeschieden |
| Petjo Krastew Teodor Aleksandrow    | Doppel     | —                   | —            | —                    | —             | Freilos                             | Freilos       | Peter Hribar Tilen Cvetko        | 0:3           | ausgeschieden | ausgeschieden | ausgeschieden | ausgeschieden | ausgeschieden | ausgeschieden | ausgeschieden | ausgeschieden | 17            |
| Mixed                               |            |                     |              |                      |               |                                     |               |                                  |               |               |               |               |               |               |               |               |               |               |
| Teodor Aleksandrow Polina Trifonowa | Doppel     | —                   | —            | —                    | —             | Federico Giardi Džana Biogradlić    | 3:0           | İbrahim Gündüz Sibel Altınkaya   | 1:3           | ausgeschieden | ausgeschieden | ausgeschieden | ausgeschieden | ausgeschieden | ausgeschieden | ausgeschieden | ausgeschieden | 33            |
| Petjo Krastew Marija Jowkowa        | Doppel     | —                   | —            | —                    | —             | Kęstutis Žeimys Kornelija Riliskyte | 3:0           | Barish Moullet Rachel Moret      | 3:0           | ausgeschieden | ausgeschieden | ausgeschieden | ausgeschieden | ausgeschieden | ausgeschieden | ausgeschieden | ausgeschieden | 33            |

### Turnen
| Athleten                                                                         | Wettbewerb           | Qualifikation | Qualifikation | Finale        | Finale        | Rang |
| Athleten                                                                         | Wettbewerb           | Punkte        | Rang          | Punkte        | Rang          | Rang |
| -------------------------------------------------------------------------------- | -------------------- | ------------- | ------------- | ------------- | ------------- | ---- |
| Frauen                                                                           |                      |               |               |               |               |      |
| Walentina Georgiewa                                                              | Boden                | 11,033        | 97            | ausgeschieden | ausgeschieden | 97   |
| Walentina Georgiewa                                                              | Schwebebalken        | 11,033        | 83            | ausgeschieden | ausgeschieden | 83   |
| Walentina Georgiewa                                                              | Sprung               | 13,433        | 6             | DNF           | DNF           | DNF  |
| Walentina Georgiewa                                                              | Stufenbarren         | 10,266        | 95            | ausgeschieden | ausgeschieden | 95   |
| Walentina Georgiewa                                                              | Mehrkampf Einzel     | —             | —             | 46,098        | 53            | 53   |
| Männer                                                                           |                      |               |               |               |               |      |
| Jordan Alexandrow                                                                | Barren               | 12,200        | 87            | ausgeschieden | ausgeschieden | 87   |
| Jordan Alexandrow                                                                | Boden                | 11,633        | 102           | ausgeschieden | ausgeschieden | 102  |
| Jordan Alexandrow                                                                | Pauschenpferd        | 11,900        | 79            | ausgeschieden | ausgeschieden | 79   |
| Jordan Alexandrow                                                                | Reck                 | 13,633        | 17            | ausgeschieden | ausgeschieden | 17   |
| Jordan Alexandrow                                                                | Ringe                | 13,166        | 44            | ausgeschieden | ausgeschieden | 44   |
| Jordan Alexandrow                                                                | Mehrkampf Einzel     | —             | —             | 76,365        | 47            | 47   |
| Dimitar Dimitrow                                                                 | Boden                | 11,266        | 107           | ausgeschieden | ausgeschieden | 107  |
| Dimitar Dimitrow                                                                 | Ringe                | 12,233        | 93            | ausgeschieden | ausgeschieden | 93   |
| David Huddleston                                                                 | Barren               | 14,333        | 10            | ausgeschieden | ausgeschieden | 10   |
| David Huddleston                                                                 | Boden                | 11,666        | 101           | ausgeschieden | ausgeschieden | 101  |
| David Huddleston                                                                 | Pauschenpferd        | 13,633        | 17            | ausgeschieden | ausgeschieden | 17   |
| David Huddleston                                                                 | Reck                 | 12,833        | 54            | ausgeschieden | ausgeschieden | 54   |
| David Huddleston                                                                 | Ringe                | 13,133        | 49            | ausgeschieden | ausgeschieden | 49   |
| David Huddleston                                                                 | Mehrkampf Einzel     | —             | —             | 79,864        | 20            | 20   |
| Rajan Radkow                                                                     | Barren               | 11,733        | 93            | ausgeschieden | ausgeschieden | 93   |
| Rajan Radkow                                                                     | Boden                | 13,300        | 27            | ausgeschieden | ausgeschieden | 27   |
| Rajan Radkow                                                                     | Reck                 | 12,266        | 79            | ausgeschieden | ausgeschieden | 79   |
| Teodor Trifonow                                                                  | Barren               | 12,733        | 70            | ausgeschieden | ausgeschieden | 70   |
| Teodor Trifonow                                                                  | Boden                | 13,133        | 55            | ausgeschieden | ausgeschieden | 55   |
| Teodor Trifonow                                                                  | Pauschenpferd        | 12,266        | 67            | ausgeschieden | ausgeschieden | 67   |
| Teodor Trifonow                                                                  | Reck                 | 12,500        | 69            | ausgeschieden | ausgeschieden | 69   |
| Teodor Trifonow                                                                  | Ringe                | 11,500        | 104           | ausgeschieden | ausgeschieden | 104  |
| Teodor Trifonow                                                                  | Mehrkampf Einzel     | —             | —             | 75,398        | 52            | 52   |
| Jordan Alexandrow David Huddleston Dimitar Dimitrow Teodor Trifonow Rajan Radkow | Mehrkampf Mannschaft | 234,960       | 18            | ausgeschieden | ausgeschieden | 18   |